# 공의파
공의파(空衣派, Digambara)는 백의파와 함께 자이나교의 2대 종파이다. 산스크리트어 '디감바라'는 “하늘을 입은”을 의미하며, 그들의 전통적인 수도원 관습인 옷을 소유하거나 입지 않는 것을 가리킨다. 나체는 마하비라와 그의 직계 제자들의 이상적인 실천이었다. 마하비라는 수도자들에게 나체의 중요성을 강조했다.  이는 완전한 탈속을 상징하며 이상적인 행동 방식이다. 마하비라는 옷을 버리는 것이 열과 추위 같은 외부 영향으로부터 몸을 면역시켜 내구성을 높인다고 믿었다. 옷을 입지 않으면 승려는 옷을 얻고, 유지하고, 세탁하는 데 따른 방해를 피할 수 있어 영적 성장과 자기 절제에 집중할 수 있다고 여겼다.
공의파와 백의파 전통은 복장 규정, 사원 및 우상, 여성 승려에 대한 태도, 전설, 중요하게 여기는 텍스트 등에서 역사적인 차이를 보여왔다. 공의파는 여성은 열반을 달성할 수 없다고 주장한다. 반면 슈베타마바라는 여성과 고자들도 열반을 달성할 수 있다고 주장하며, 더 포용적인 입장을 취한다.
공의파 승려들은 물질적 소유물에 대한 집착과 소유를 버리는 덕목을 숭상한다. 승려들은 공동체 소유의 피치(picchi)를 지니고 다니는데, 이는 떨어진 공작새 깃털로 만든 빗자루로, 그들의 길이나 앉기 전에 곤충의 생명을 구하기 위해 사용된다.
공의파 문헌은 제1천년기로 거슬러 올라갈 수 있으며, 가장 오래된 현존하는 성전은 2세기 중반 다라세나의 작품인 사트칸다가마(“여섯 부분으로 된 경전”, 무다비드리 원고)이다. 공의파 전통에서 가장 중요한 학자승 중 한 명은 쿤다쿤다이다.
공의파 공동체는 현재 인도 대부분의 지역, 특히 라자스탄, 우타르프라데시, 델리, 비하르, 자르칸드, 마디아프라데시, 마하라슈트라, 카르나타카, 타밀나두 등에 주로 분포한다. 힌두교와 자이나교 연구자 제프리 D. 롱에 따르면, 인도 자이나교 신자의 5분의 1 미만이 공의파 전통을 고수하고 있다.